# Деннисон (город, Миннесота)
Деннисон (англ. Dennison) — город в округах Гудхью, Райс, штат Миннесота, США. На площади 3,3 км² (3,3 км² — суша, водоёмов нет), согласно переписи 2002 года, проживают 168 человек. Плотность населения составляет 51,1 чел./км².
- Телефонный код города — 507
- Почтовый индекс — 55018
- FIPS-код города — 27-15706[1]
- GNIS-идентификатор — 0642770[2]